# تل الهوى (العراق)
تل الهوى موقع أثري قديم من الشرق الأدنى, يقع شمال سهل الجزيرة شمال العراق، بالقرب من الحدود مع سوريا الحديثة وإلى الغرب مباشرة من نهر دجلة. تقع على بعد(40)كيلومترًا جنوب غرب موقع تل حموكار وحوالي90كيلومترًا شمال غرب الموصل الحديثة. بدأ الأستيطان في الموقع في فترة الحلف في الألفية الخامسة قبل الميلاد، وأستمر، مع فترات من الهجرة، حتى العصر الإسلامي. وصل الأستيطان إلى حجم كبير في فترة أوروك في الألفية الرابعة قبل الميلاد وفي فترة الإمبراطورية الأكادية أواخر الألفية الثالثة قبل الميلاد. قرية حديثة، تبلغ مساحتها 26 هكتارًا، تقع قبالة الحافة الشرقية للتلة الرئيسية. بدأ التنقيب في تل الهوى كجزء من برنامج إنقاذ الآثار الإقليمي الناتج عن أكتمال بناء سد الموصل والتوسع اللآحق للزراعة المروية. عثر في الموقع على أوعية ذات حافة مشطوفة، وهي علامة تشخيصية لثقافة أوروك.

## علم الآثار

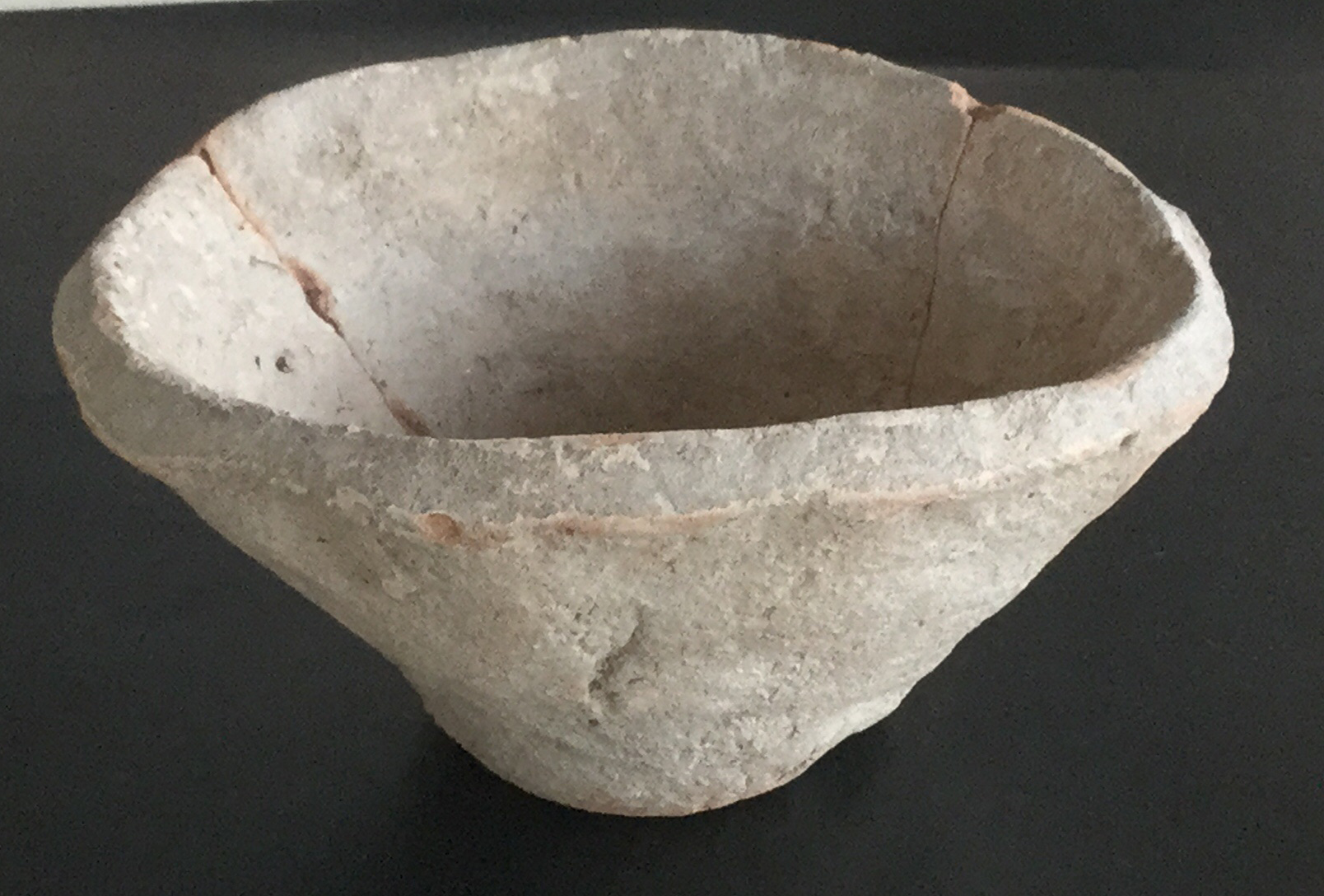
وعاء ذو حافة مشطوفة يعود إلى فترة أوروك

يتكون تل الهوى من بلدة علوية(أكروبوليس)تبلغ مساحتها 20 هكتارًا وترتفع 30 مترًا عن السهل وبلدة سفلية تبلغ مساحتها 80 هكتارًا وتتضمن عدة تلال صغيرة، ويبلغ مجموع مساحتها حوالي 100 هكتار. تبلغ مساحة الأكروبوليس حوالي 6هكتارات، وتعرضت للتخريب مؤخرًا ومقبرة حديثة تضم 300قبر مميز. يقطع شريط من الطريق مغطى جزئيًا بالحصى المنحدر الجنوبي للتلة الرئيسية. ذكر الموقع لأول مرة(بأسم Tall Howa)بواسطة جيمس سيلك باكنغهام في أوائل القرن التاسع عشر.لاحظ السير أوريل شتاين الحجم الكبير للموقع أثناء مسحه الجوي للمنطقة في عام 1938.
 

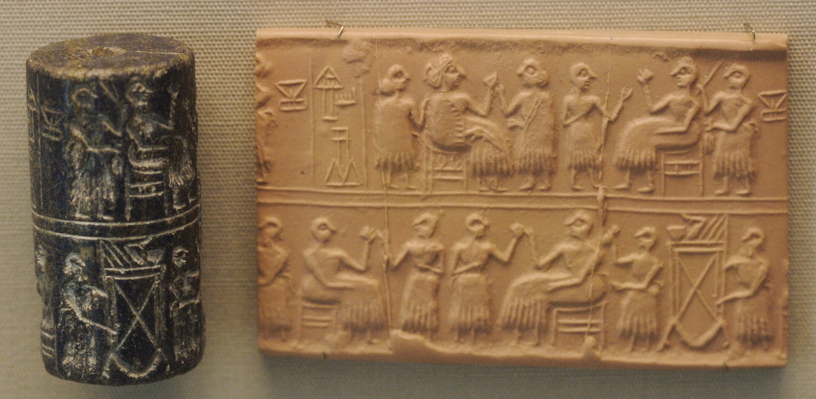
مثال على ختم الاسطوانة

في عام 1938أيضًا، قام سيتون لويد بفحص تل الهوى، وأفاد بأن قطره عند القاعدة يبلغ 500 متر وأرتفاعه بشكل عام 25مترًا. وأشار إلى بناء ضخم(مكون من طوب كبير مخبوز ومحدب قليلاً يوصف بأنه من النوع الأكادي)في الطرف الشمالي الشرقي من الأكروبوليس. عثر أيضًا على كمية كبيرة من شظايا السيراميك يعود تأريخها إلى عصور ما قبل التأريخ وحتى العصر الآشوري الحديث. وفي أواخر ستينيات القرن العشرين قامت المديرية العامة للآثار العراقية بمسح المنطقة. وورد إن تل الهوى(الموقع رقم 862)يحتوي على"آثار من عصر العبيد، وأوروك، وجمدة نصر، والمواد الآشورية المتأخرة".

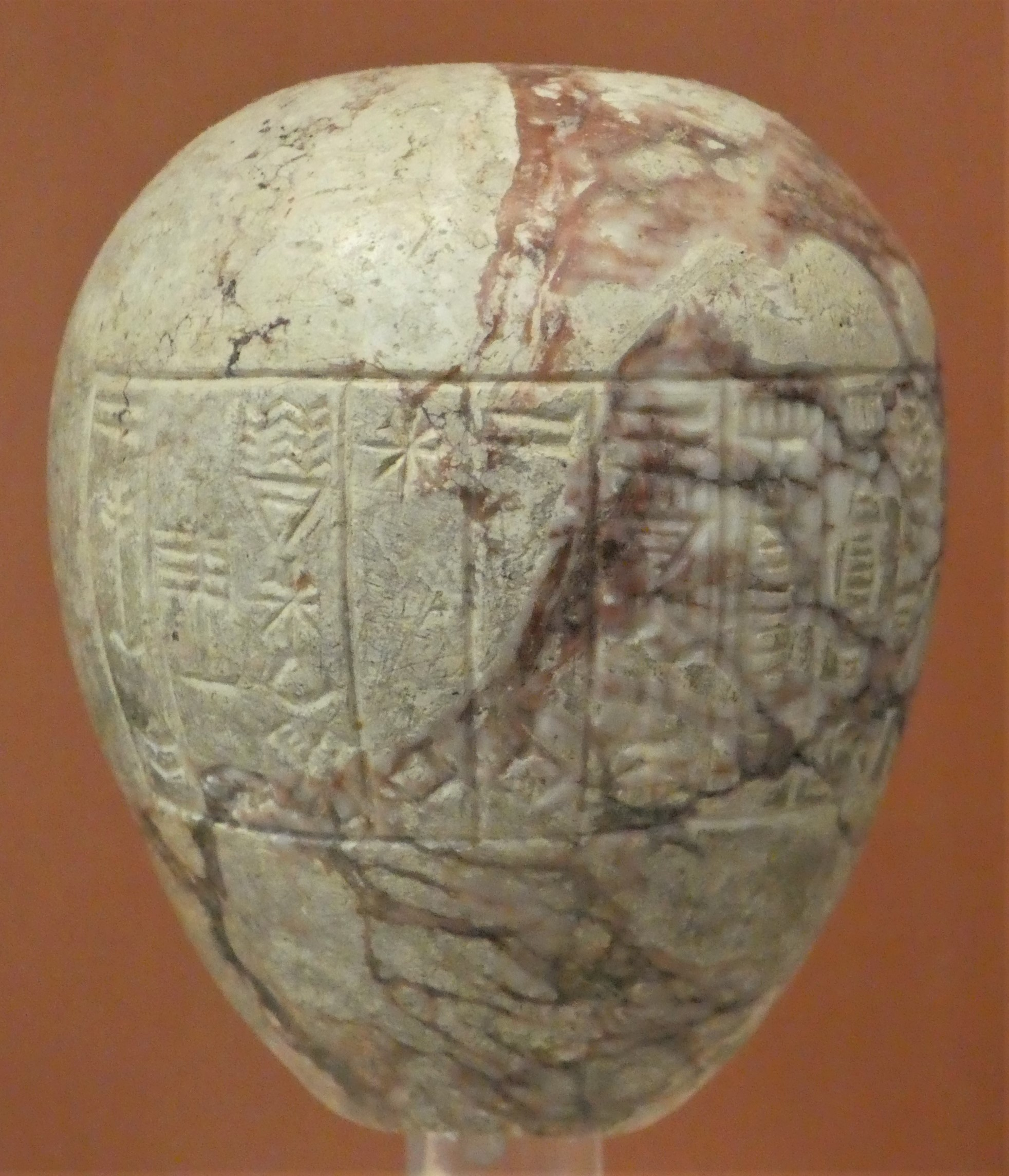
مثال على رأس الهراوة في بلاد ما بين النهرين

نقب في الموقع في ثلاثة مواسم من عام 1986إلى عام 1988 من قبل فريق البعثة الأثرية البريطانية إلى العراق بقيادة واريك بول وتوني ويلكينسون كجزء من مشروع شمال الجزيرة الذي بدأ بعد بناء سد الموصل. كان من المقرر توزيع مياه هذا السد عبر خطوط الأنابيب والقنوات لدعم الزراعة والمستوطنات الجديدة، مما عرض العديد من المواقع الأثرية للخطر. بدأ العمل بمسح ميداني مكثف للموقع ومسح حبيبات خشنة للمساحة المحيطة بتل الهوى والتي تبلغ 130كيلومتراً مربعاً. حفر ثلاث مناطق فوق التل الرئيسي AA (إلى الشرق)، وAB(إلى الجنوب الشرقي)، وAC (إلى الغرب)، وكل منها تحتوي على عدد من الخنادق الصغيرة. إزيلت عدة أمتار من AB بالجرافات في العصر الحديث لتسوية المنطقة. عثر في المنطقة AAعلى ترميمات تعود إلى العصر الآشوري الأوسط لمبنى ضخم يعود إلى فترة الخابور. عثر في المنطقة(أ ب)على منصة زقورة، يعتقد أنها تعود إلى العصر الميتاني، مع ترميمات لاحقة. وضع حصائر القصب بين طبقات الطوب اللبن. وتضمنت الأكتشافات رؤوس هراوات(واحدة من السربنتين)،وأختام أسطوانية، وأقنعة من الفريت، وسوارًا من البرونز، وعددًا كبيرًا من الخرز. إجري عدد من الحفريات الصغيرة في المدينة السفلى، وخاصة في المناطق C، D، و E، إلى الشمال. في المدينة السفلى، وضع خندق واحد، Trench LP، إلى الشرق من التل الرئيسي وغرب القرية الحديثة، وتضمنت الأكتشافات شفرات من حجر السج وختمًا من الطين.
عثر على عدد من المخاريط الطينية المنقوشة(سكّاتو)في الموقع الذي يشير إلى إعادة بناء معبد أدد من قبل الحاكم الآشوري الحديث شلمنصر الثالث.ومن المعروف أن هناك مبنى إداري وزقورة ومعبدًا لأداد كان موجودًا في هذا الموقع في العصر الآشوري الأوسط.وعثر على النصف العلوي التالف من لوح مسماري بابلي قديم، لم يعثر عليه في سياق طبقي في المنطقة د، والذي يذكر أسماء الأماكن Hadnum وShuruzi وحجر أوستراكون، عثر عليه في المنطقة AB مع نقش قصير من فترة العصر الآشوري الحديث.

### تلال فرعية

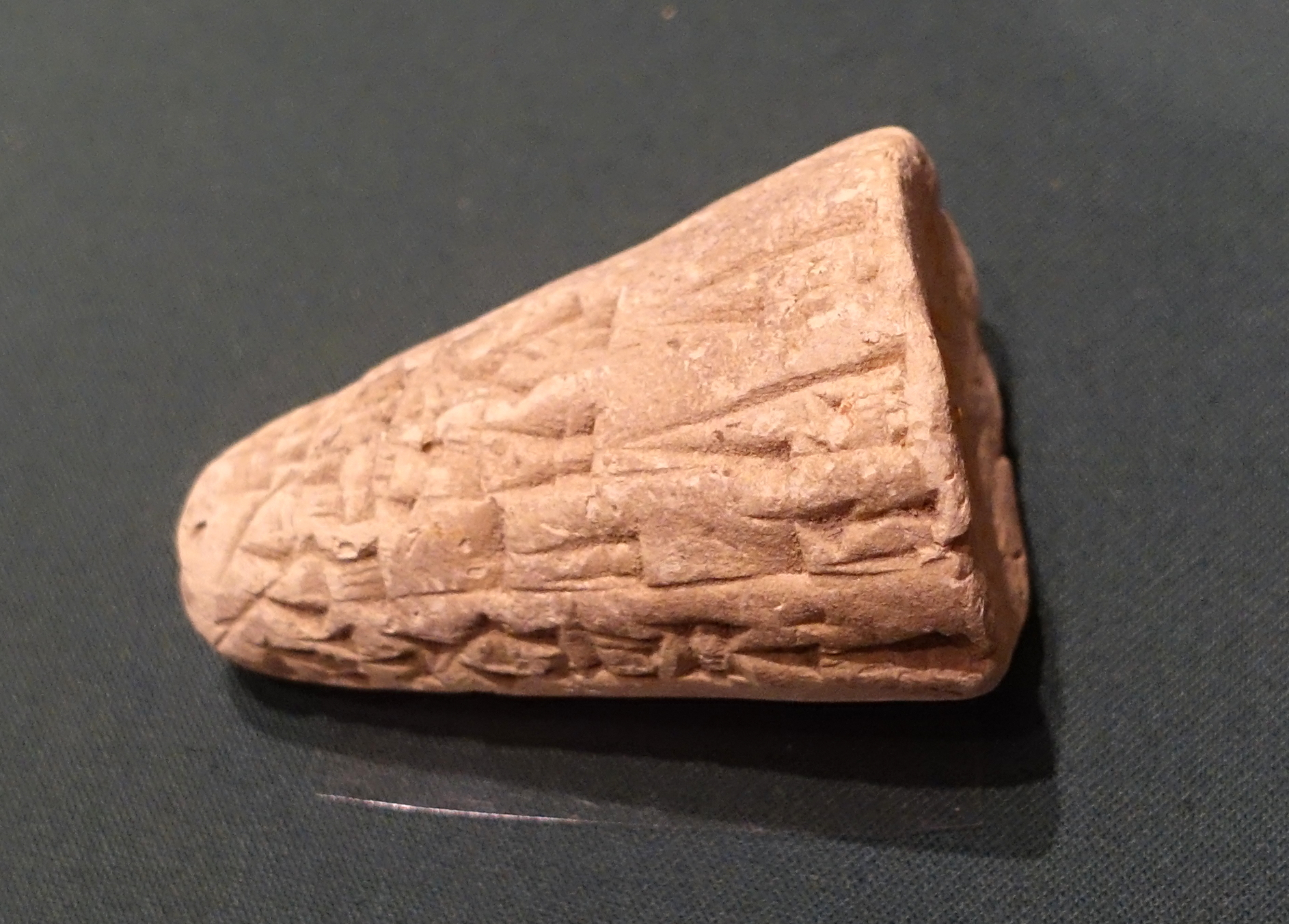
مثال سيكاتو

- تل الهوى الجنوبي - 2 كم جنوب تل الهوى، 1 هكتار، العصر الإسلامي، حفره س.د. دهانون يونس في عام 1988
- تل الهوى الشمالي - 2 كيلومتر شمال شرق تل الهوى، مجموعة من التلال المنخفضة، العصر الهلنستي، تم التنقيب عنها من قبل Sd. عبد السمعان في عام 1988
- تل الهوى الشرقي - 3 كيلومترات جنوب شرق تل الهوى، "بارز"، العصر الآشوري الحديث، تم التنقيب عنه من قبل Sd. معنم غانم سنة 1988

## تأريخ

توسع أوروك والبؤر الاستعمارية

كان الموقع مأهولًا في فترة حسونة(صغيرة)، وفترة حلف، وفترة عبيد، وفترة أوروك(كبيرة)، فترة نينوى الخامسة(معتدلة)، وفترة الإمبراطورية الأكادية(كبيرة)، وهي فترة من الهجرة حيث شهدت شمال بلاد ما بين النهرين إخلاءً للسكان من حوالي 2200قبل الميلاد إلى حوالي 1800قبل الميلاد، وفترات الخابور، وميتاني/ الآشورية الوسطى، والآشورية الحديثة(صغيرة)، ثم بعد فترة من الهجرة، إحتلالات صغيرة في الفترة البارثية، الساسانية، والإسلامية.بلغت مساحة تل الهوى في فترة العبيد نحو15هكتاراً، ثم وصلت في فترة الوركاء إلى 50 هكتاراً، وكانت محاطة بعدد من القرى تصل مساحتها حتى 7هكتارات. وتوسع الموقع بمقدار 66هكتارًا على الأقل في الألفية الثالثة والثانية قبل الميلاد(24 هكتارًا في فترة نينوى الخامسة وبلغ ذروته في فترة الإمبراطورية الأكادية)، رافقه أختفاء المواقع الصغيرة في المنطقة في أواخر الألفية الثالثة قبل الميلاد. كان الأحتلال في فترة ميتاني/آشور الوسطى وحتى العصر الآشوري الحديث متواضعًا ويبدو أنه كان في الأساس موقعًا عبادة، وربما أصبح عاصمة إقليمية صغيرة نحو النهاية.
أقترح أن الموقع كان مدينة رازاما في فترة إيسين-لارسا .وأقترح أيضًا أنه في الألفية الأولى قبل الميلاد كانت عاصمة مقاطعة تيلول (تيلي) الآشورية الحديثة.وهناك اقتراح آخر وهو أن اسم الموقع في فترة الخابور كان كيسكيس.